# 루이스 헌터
루이스 헌터(Louis Hunter, 1992년 3월 17일 ~ )는 오스트레일리아의 배우이다.

## 출연 작품
- 더 오너 팜 (2017)
- 잭 고즈 홈 (2016)